# Comitatul Rusk, Wisconsin
Comitatul Rusk este unul din cele 72 de comitate din statul Wisconsin din Statele Unite ale Americii. Sediul acestui comitat este Ladysmith. Conform recensământului din anul 2000, populația sa a fost 15.347 de locuitori.

## Geografie
Conform datelor furnizate de United States Census Bureau, comitatul are o suprafață de 2.410,24 km2 (sau 931 sqmi), dintre care 2363,65 km2 (sau 913 sqmi) este uscat, iar restul de 46,69 km2 (sau 18 sqmi), adică 1.91%, este apă.

### Comitate adiacente
- Comitatul Sawyer - nord
- Comitatul Price - est
- Comitatul Taylor - sud-est
- Comitatul Chippewa - sud
- Comitatul Barron - vest
- Comitatul Washburn - nord-vest

### Drumuri importante
| - U.S. Highway 8 - Highway 27 (Wisconsin) - Highway 40 (Wisconsin) - Highway 73 (Wisconsin) |

## Demografie
|  | Graficele sunt indisponibile din cauza unor probleme tehnice. Mai multe informații se găsesc la Phabricator și la wiki-ul MediaWiki. |

Date: Wikidata - grafică realizată de Wikipedia